# Rouxville
Rouxville is een plaats in de Zuid-Afrikaanse provincie Vrijstaat.
Het dorp Rouxville is vernoemd als ds. Pieter Roux van Smithfield.

## Subplaatsen (Sub Place)
Rouxville   • Uitkoms